# Thomas Tillinghast
Thomas Tillinghast (* 21. August 1742 in East Greenwich, Colony of Rhode Island and Providence Plantations; † 26. August 1821 ebenda) war ein US-amerikanischer Jurist und Politiker. Zwischen 1797 und 1799 sowie nochmals von 1801 bis 1803 vertrat er den Bundesstaat Rhode Island im US-Repräsentantenhaus.

## Werdegang
Thomas Tillinghast wuchs noch in der britischen Kolonialzeit auf, während der er die Grundschule besuchte. Noch vor dem Unabhängigkeitskrieg war er politisch tätig. Zwischen 1772 und 1773 gehörte er dem kolonialen Abgeordnetenhaus von Rhode Island an. Er schloss sich der Unabhängigkeitsbewegung an und hatte während des Krieges einige Positionen bei den neuen amerikanischen Behörden inne. Zwischen 1778 und 1780 war er Abgeordneter im Repräsentantenhaus von Rhode Island. Im Jahr 1779 war er Richter an einem Berufungsgericht. Er war auch Mitglied im Kriegsausschuss (Council of War) seines Staates. Zwischen 1780 und 1797 war er beisitzender Richter am Rhode Island Supreme Court.
Tillinghast war zunächst Mitglied der von Alexander Hamilton gegründeten Föderalistischen Partei. Nach dem Rücktritt des Kongressabgeordneten Elisha Reynolds Potter wurde er in einer Nachwahl zu dessen Nachfolger im US-Repräsentantenhaus gewählt. Dort beendete er zwischen dem 13. November 1797 und dem 3. März 1799 die von seinem Vorgänger begonnene Legislaturperiode. Danach wechselte er die Partei und wurde Mitglied der Democratic Republicans um Thomas Jefferson. Als deren Kandidat wurde er im Jahr 1800 erneut als Abgeordneter in den Kongress gewählt. Dort löste er am 4. März 1801 John Brown ab, der seinerseits den Sitz zwei Jahre zuvor von Tillinghast übernommen hatte. Thomas Tillinghast blieb aber nur eine Legislaturperiode bis zum 3. März 1803 im Kongress. Dann trat Nehemiah R. Knight seine Nachfolge an.
Über die Zeit nach seinem Ausscheiden aus dem Kongress ist nicht viel bekannt. Er starb im August 1821 in seinem Geburtsort East Greenwich. Thomas Tillinghast war ein Cousin von Joseph L. Tillinghast, der zwischen 1837 und 1843 ebenfalls für Rhode Island im Kongress saß.